# Időcsavar (film, 2018)
Az Időcsavar (eredeti cím: A Wrinkle in Time) 2018-ban bemutatott amerikai sci-fi, fantasy, kalandfilm, melyet Ava DuVernay rendezett. A forgatókönyvet Jennifer Lee és Jeff Stockwell írta, Madeleine L'Engle 1963-ban kiadott, azonos című regénye alapján. 
A főbb szerepekben Oprah Winfrey, Reese Witherspoon, Mindy Kaling, Levi Miller, Storm Reid, Gugu Mbatha-Raw, Michael Peña, Zach Galifianakis és Chris Pine látható.
A film a Walt Disney Pictures és a Whitaker Entertainment gyártásában készült.
A történet főszereplője egy fiatal lány, aki három asztrális utazó segítségével küldetésre indul eltűnt apja felkutatása céljából.

## Cselekmény
A tinédzser Meg Murry-t furcsának tartják az iskolában. Meg alacsony önbecsülésben szenved, és kisöccse, Charles Wallace, a rendkívül intelligens csodagyerek is furcsa kívülállónak számít. Szülei mindketten fizikusok. Meget trauma érte, mióta apja, Dr. Alex Murry négy évvel ezelőtt rejtélyes módon eltűnt egy kísérlet után, amelynek célja az volt, hogy gépek nélkül is utazhasson az univerzumban.
Egy sötét és viharos éjszakán a családot váratlanul meglátogatja egy titokzatos és különc fiatal nő, aki úgy mutatkozik be, mint az égi őrző, Mrs. Miaz. Elkíséri őt Mrs. Ki, aki beszéd közben Shakespeare-t és Khalil Gibrant idézi, és az idős Mrs. Melyik. Mrs. Melyik a legidősebb és legbölcsebb a három nő közül. Elmondják nekik apjuk hollétét, és elmagyarázzák a gyerekeknek, hogy hová tűnt, miután átlépte a tér és az idő határait. A nők a Tesseract használatára is képesek. Az ötödik dimenziós erő lehetővé teszi az emberek számára, hogy a legrövidebb idő alatt intergalaktikusan utazzanak. A három nő vezetésével az univerzumot uraló sötét erők ellen kell harcolniuk, miközben eltűnt apjukat remélik megtalálni.
Az osztálytárs Calvin O'Keefe kíséretében Meg és öccse, Charles Wallace egy utazásra indulnak az univerzum különböző régióiba. Először egy olyan bolygón landolnak, amelynek dús, dombos tája túlvilági színekkel van tele. Később egy hegyi barlangba vezetik őket, ahol egy Boldog Médium nevű jósnő fontos infót ad nekik a küldetésükhöz. Végül a gyerekek megérkeznek a Camazotzra, egy olyan bolygóra, amelynek lakóit egyetlen számítógépszerű agy, az IT irányítja. Ott néhány kaland után megtalálják apjukat.

## Szereplők
| Szereplő         | Színész           | Magyar hang         |
| ---------------- | ----------------- | ------------------- |
| Meg              | Storm Reid        | Károlyi Lili        |
| Mrs. Melyik      | Oprah Winfrey     | Kocsis Mariann      |
| Mrs. Miaz        | Reese Witherspoon | Kiss Virág Magdolna |
| Mrs. Ki          | Mindy Kaling      | Lamboni Anna        |
| Calvin           | Levi Miller       | Straub Norbert      |
| Charles Wallace  | Deric McCabe      | Vida Bálint         |
| Mr. Murry        | Chris Pine        | Szatory Dávid       |
| Mrs. Murry       | Gugu Mbatha-Raw   | Zsigmond Tamara     |
| Happy Medium     | Zach Galifianakis | Scherer Péter       |
| Vörös            | Michael Peña      | Minárovits Péter    |
| Jenkins igazgató | Andre Holland     | Barabás Kiss Zoltán |
| Camazotz-i nő    | Bellamy Young     | Sallai Nóra         |
| Elegáns férfi    | Conrad Roberts    | Reviczky Gábor      |
| Tanárnő          | Yvette Cason      | Andresz Kati        |
| Tanár            | Will McCormack    | Takátsy Péter       |
| Calvin apja      | Daniel MacPherson | Fekete Ernő         |
| Iskolafelügyelő  | Tim Kang          | Seszták Szabolcs    |

## Fordítás
- Ez a szócikk részben vagy egészben  az   A Wrinkle in Time (2018 film) című angol Wikipédia-szócikk fordításán alapul.  Az eredeti cikk szerkesztőit annak laptörténete sorolja fel. Ez a jelzés csupán a megfogalmazás eredetét és a szerzői jogokat jelzi, nem szolgál a cikkben szereplő információk forrásmegjelöléseként.